# Ayat Najafi
Ayat Najafi (Persan آیت نجفی ), né le 23 septembre 1973 à Téhéran, est un réalisateur, documentariste, scénariste et producteur de films iranien. Son film  documentaire No Land's Song (2014) sur le parcours de chanteuses en Iran, a reçu une vingtaine de prix lors de sa sortie en 2016. Il est aussi connu pour les films Football Under Cover (2008) and Nothing Has Ever Happened Here (2016).
Sa première réalisation Football Under Cover sur la vie de joueuses de football en Iran a été primée à la Berlinale avec le prix Teddy Award en 2008. 